# Disaster! (musical)
Disaster! és una comèdia musical creada per Seth Rudetsky i escrita per Seth Rudetsky iJack Plotnick. Els terratrèmols, les onades de marea, els inferns i les cançons dels anys setanta prenen protagonisme en aquest homenatge còmic a les pel·lícules de catàstrofes dels anys setanta.
El show es va estrenar al Triad Theatre, ara rebatejat com a etapa 72, amb la coreografia de Denis Jones i la supervisió de la música de Steve Marzullo el 22 de gener de 2012 i va estar fins al 25 de març en la seva primera producció. Una segona producció va funcionar des de novembre de 2013 fins a abril de 2014 al St. Luke's Theatre de Nova York. L'espectacle es va estrenar a Broadway al Nederlander Theatre el 8 de març de 2016, amb funcions prèvies a partir del 9 de febrer de 2016. El show estava protagonitzat per Rudetsky, juntament amb Roger Bart, Kerry Butler, Kevin Chamberlin, Adam Pascal, Faith Prince, Rachel York, Max Crumm i Jennifer Simard. Baylee Littrell (fill de Brian Littrell) i Lacretta Nicole van debutar a Broadway. La darrera funció va ser el 8 de maig de 2016, després de 32 prèvies i 72 funcions regulars.
La trama segueix un grup de novaiorquesos que assisteixen a l'obertura d'un casino i discoteca flotant que sucumbeix ràpidament a múltiples desastres. Aquestes calamitats es correlacionen amb les trames de diverses pel·lícules de desastres de la dècada de 1970, com ara terratrèmols o incidents d'abelles assassinades. A més, aquesta obra és un jukebox musical, usant cançons populars de la dècada com a números musicals.

## Concepció i desenvolupament inicial
Els orígens es remunten a principis dels anys noranta. Mentre treballaven junts el 1992, Seth Rudetsky i Drew Geraci van desenvolupar el concepte de crear un musical que recordés les pel·lícules de desastres dels 70 que els agradaven a tots dos. La història original anava sobre l'apagada de Nova York de 1977 i incorporava les millors cançons de la dècada com a números musicals i vehicles per a la comèdia.
Quan el 2011 es va demanar a Rudetsky que presentés un espectacle en benefici a l'organització sense ànim de lucre, Only Make Believe, va decidir tornar a la seva idea del desastre musical i, en tres mesos, ell i Jack Plotnick van revisar el concepte i van escriure el primer guió de Disaster!. Entre els principals canvis es va incloure l'ampliació de l'abast de l'argument: en lloc de centrar-se en un desastre, l'apagada de Nova York, van decidir introduir una varietat de catàstrofes comunes a les pel·lícules populars de la dècada de 1970 que havien crescut veient. El programa beneficiós va impressionar amb èxit a la crítica i, després del seu èxit, el musical va tenir un nou espectacle Off-Off-Broadway abans de convertir-se en una producció fora de l'Off-Broadway.
Una producció de Broadway dirigida per Plotnick es va estrenar al març de 2016 al Nederlander Theatre, amb un repartiment ple d'estrelles i coreografiat per JoAnn M. Hunter. L'espectacle va ser produït per Robert Ahrens, Mickey Liddell / LD Entertainment, Hunter Arnold, James Wesley, Jim Burba i Bob Hayes. La producció de Broadway es va tancar el 8 de maig de 2016, després de presentar-se per 32 prèvies i 72 funcions regulars. Un àlbum de llançament va ser llançat el 9 de setembre de 2016.

## Trama
Disaster! té lloc el 1979 a Manhattan durant la nit d'obertura del Barracuda, el primer casino i discoteca flotant de Nova York. Els personatges es reuneixen per jugar i ballar, sense tenir en compte els desastres naturals imminents, i la manca de mesures de seguretat de l'edifici comporta aquestes catàstrofes. Cal destacar que l'estructura del casino es va construir sobre una línia de falla, que provoca terratrèmols durant tot l'espectacle. La trama segueix la dinàmica i les interaccions de diversos personatges durant la nit d'inauguració, ja que tracten diversos elements de la trama que recorden les pel·lícules de culte de catàstrofes dels anys setanta com The Poseidon Adventure i Airport 1975.

### I Acte
És 1979 i la nit d'inauguració de "The Barracuda", el primer casino flotant de la ciutat de Nova York, Chad Rubik busca companyies femenines ("Hot Stuff") i decideix unir-se al seu millor amic, Scott, com a cambrer a bord del casino. Mentrestant, al moll, el professor Ted Scheider està recollint mostres d'aigua per determinar si el nou moll s'ha perforat directament en una línia perillosa: Marianne, periodista independent, ha sentit que Tony Delvecchio, propietari del Barracuda, s'ha quedat sense diners i va haver de retallar partides. Li demana que l'acompanyi a bord per a unes begudes i ella està d'acord, esperant aconseguir una primícia.
Mentre els convidats esperen a la cua, apareix la germana Mary Downey, que recull diners per finançar els orfes i advertir a la gent que el joc és un pecat ("The Lord's Prayer"). Coneix a Shirley i Maury Summers, que celebren la jubilació de Maury. Malgrat les protestes de la germana, Shirley li compra un bitllet i entra al casino. L'apagada estrella e la música disco Levora Verona surt al moll amb el seu preciós gos, Baby. Ella evita amb èxit un taxista que no pot pagar i puja a bord, esperant que recuperi la seva fortuna ("Mahogany").
A l'interior del vestidor del casino, la sexy cantant del saló Jackie li diu als seus fills, els bessons de 11 anys, Ben i Lisa, que Tony li va dir: "Si aquesta nit va perfectament, em demanarà que es casi amb ell... possiblement!" entra just quan un tremolor sacseja la sala, fent que el joguina Lite-Brite de Ben caigui a terra. Ben, plora, observa que "les peces Lite-Brite es perden a la moqueta". Tony explica que la tremolor va ser causada probablement per una construcció propera i li diu a Ben que mai no hauria de plorar. Jackie llavors va a l'escenari per sorprendre a la multitud de la nit ("Saturday Night"). Durant el seu número, Scheider adverteix a Tony que les vibracions de tothom que balla provocaran un terratrèmol i Tony enfadat el fa fora del vaixell.
Mentrestant, la germana Mary pràcticament saliva a través d'una màquina escurabutxaques amb la música de Hawaii Five-O, però quan s'adona que Shirley la veu, nega de manera contundent l'addicció al joc. Marianne intenta entrevistar Tony, però només està interessat en una cosa ("Do You Wanna Make Love"). Ella l'acusa de tenir una trampa instal·lada a la part inferior de la nau per abocar el contraban il·legal i provar que va ometre les precaucions de seguretat. Tony es posa en pànic, però és capaç de sortir quan Marianne es queda freda a la vista de Chad que els ha ofert begudes. Sacsejada, es disculpa amb Chad per haver-lo deixat a l'altar fa anys. Li diu que està "bé", i després es retorna al bany per expressar els seus veritables sentiments ("Without You"). malgrat la indiferència de Chad, Marianne beu tota una ampolla de vi, corre fins a Lisa i intenta convèncer-la (i a si mateixa) que ser una cosa independent és la cosa més important al món ("I Am Woman/That's the Way I've Always Heard It Should Be").
Jackie es troba al seu vestidor quan Scheider entra a amagar-se. Ell explica que s'apropa un terratrèmol i sol·licita a Ben i Lisa que corren i li diguin al capità que prepari els bots salvavides. De sobte Tony entra i Scheider es posa ràpidament una màscara d'ocell. Jackie cobreix dient a Tony que Scheider és un intèrpret que ella va contractar i l'arrossega a l'escenari ("Mockingbird").
Shirley i Maury es troben amb una Marianne deprimida, que es sorprèn de saber si estan casats perquè "semblen tan feliços". Admeten que el matrimoni és dur, però li diuen que encara s'estimen molt ("Still the One"). Mentre Scheider s'amaga amb Jackie, revela que la seva primera esposa, la doctora Wo-Ching Lee, va morir en una explosió volcànica i se sent responsable. Des de llavors, s'ha convertit en un expert en desastres i li diu a Jackie que una de les regles principals és no intentar salvar vides individuals. Quan Jackie surt per tocar, es veuen tres moments privats: Chad canta sobre Marianne, Marianne canta sobre Chad i Scheider canta sobre Wo ("Feelings").
Al casino, la guitarra desafinada de la Germana Mary trastorna a Baby. Levora se sent extremadament insultada perquè la Monja no coneix cap de les seves cançons d'èxit (incloent "Makin 'Sweet Sweet Love" i "Put It Where I Want It"). Levora surt a la mà, sense saber-ho caient-li una moneda de 25 centaus. La germana Mary sap que ha de donar-la als orfes, però s'imagina jugant-se'ls i guanyant-ne més. No obstant això, intenta apartar-se de la màquina escurabutxaques, però no pot ("Never Can Say Goodbye").
La Germana finalment es juga amb tots els diners del fons. Es topa amb Shirley a l'ascensor i es posa en silenci incòmode, interromput només per la música d'ascensor ("Feels So Good"). De sobte, Shirley revela que ella té una malaltia mortal, i explica que aviat mostrarà els últims senyals d'alarma, com un increïble picar d'ullet i explosions verbals inadequades. No li ha dit a Maury perquè vol que siguin feliços el temps que els queda, però Shirley li suggereix que podria acabar-ho tot perquè no vol que Maury la vegi patir. La Monja li diu que prendre's la vida és un pecat i una eternitat a l'infern l'espera si ho fa, Ben i Lisa corren cap Chad i li diuen que arriba un terratrèmol i que immediatament se n'aposta per avisar-la.
Al casino, una dona rica s'aproxima a Levora i ofereix comprar Baby per una suma extraordinària. Levora no pot suportar l'única cosa que sempre ha estimat, però no té més que un quart per jugar i recuperar la seva fortuna. Pica a la màquina escurabutxaques amb panells de fusta per sort i parla amb Baby ("Knock on Wood"). Ben aviat, diversos mecenes estan tocant amb ella, a les màquines, al terra... tot.
Mentre això succeeix, Marianne s'enfronta a Tony per les precaucions de seguretat i fuig mentre tracta de llançar-la del vaixell. Chad veu a Marianne amagant-se i li demana que surti del vaixell, però ella entén malament, pensant que Tony l'ha enviat. Scheider ha escoltat els cops i corre al casino per advertir a tothom que provocaran un terratrèmol. Es detenen i comencen a tirar de la punta del vaixell, però Levora ha fet el seu quart i guanya ("Hawaii 5-0"). Totes les monedes que surten de la màquina van colpejar el terra i provoquen un gran terratrèmol.

### II Acte
El Segon Acte comença ("All Right Now") per revelar una destrucció massiva al casino, així com la palanca de màquines escurabutxaques Hawaii Five-O empalada a l'estómac de Scott. Chad arriba i tracta des salvar a Scott ("You're My Best Friend")†, però Scott mor. Shirley, Maury, Jackie i Lisa estan tots al vestidor de Jackie, però Jackie aviat surt a buscar a Ben, que està perdut. En un passadís abandonat, Tony explica a la seva mà dreta que el terratrèmol resoldrà els seus problemes. Es considerarà una força major i es pagarà tot el seu deute. I és positiu que acabarà la nit sent vist com un heroi.
El Chad està a la coberta per donar a Scott un enterrament al mar i es troba amb l'home adinerat, la dona del qual ha mort per una escultura de gel caiguda ("Three Times a Lady"). Mentre espera al vestidor de Jackie, Shirley comença a mostrar signes de la seva mort imminent (explosions verbals inadequades) i Lisa descobreix a Ben, que va deixar a causa de la seva diabetis. Lisa és voluntària per portar Ben a la infermeria per obtenir insulina i seguir Maury i Shirley.
En el camí es troben amb la Germana, que prega per la mort perquè pensa que el terratrèmol va ser el seu càstig. Està convençuda que Déu la vol a l'infern, però Shirley la convenç que Déu realment vol que l'ajudi a altres persones i que tots marxin cap a la insulina. Lisa espia la infermeria i corren cap a ella ("Ben"). Ben es recupera en el temps. Tothom al casino està en pànic perquè el terratrèmol ha provocat que el vaixell es deslligui del moll, però Tony es calma i dirigeix la gent als bots salvavides. No obstant això, Scheider adverteix que arriba una onada i els introdueix ràpidament en un passadís. Després d'aprendre d'aquest assumpte, Marianne s'acaba a la coberta i allibera a Chad del seu bote salvavides ("Baby Hold On to Me") i torna al vaixell. L'onada arriba i el vaixell bolca. Scheider assegura a tothom que el més segur de fer és quedar-se, però Tony es jacta de salvar a tothom a través d'una escala de sortida a la cuina. Els Scheider objecta, però Tony els assegura que la cuina té portes contra incendis i, per tant, és segur, de manera que la meitat dels supervivents, inclosa Jackie, Ben i Lisa, surten amb ell. Els altres opten per esperar amb Scheider ("25 o 6 a 4"). Hi ha una explosió de la cuina i només Tony reapareix. Scheider s'adona que Tony va mentir sobre les portes contra incendis, i tots expressen la seva ira contra ell, ja que Chad també comparteix la seva ira amb Marianne per no presentar-se a la seva boda ("Sky High"). incloent Jackie, Ben i Lisa van amb ell. Els altres opten per esperar amb Scheider ("25 o 6 a 4"). Hi ha una explosió de la cuina i només Tony reapareix. Scheider s'adona que Tony va mentir sobre les portes contra incendis, i tots expressen la seva ira contra ell, ja que Chad també comparteix la seva ira amb Marianne per no presentar-se a la seva boda ("Sky High").
Jackie i els seus fills han sobreviscut a l'explosió, però estan penjats d'una paret. Espera que Tony vingui a rescatar-los, però els nens saben millor ("When Will I Be Loved"). Scheider decideix saltar-se les seves pròpies regles, no fa cas del foc el foc i arriba a rescatar-los amb una arriscada rutina en un feix alt ("Nadia's Theme"). De tornada al casino, escolten a Tony, que està atrapat en una habitació inundada amb taurons ("Don't Cry Out Loud"). L'explosió ha separat Levora del seu gos, Baby. La germana apareix i ajuda a Levora a trobar-lo tocant la seva guitarra fins que no borda ("Come to Me").
Marianne admet a Chad que l'estimava, però tenia por que el seu matrimoni els fes tan miserables com els seus pares. Es troben en una habitació inundada i plena de piranyes que mengen l'home. L'única manera d'escapar és a través d'una porta hermètica, però està tancada. Al capdamunt d'una muntanya de cadires, Chad admet que es lamenta de no trucar-la durant anys. ("I Really Want to See You Tonight"). De sobte, escolten sons sobre ells i comencen a colpejar el codi Morse al sostre, cridant a l'ajut ("Knock Three Times").
Al casino, Jackie i els seus fills tornen a aparèixer i Tony li dona les gràcies a Scheider per rescatar-lo. Li diu al petit Ben que és bo plorar cada dia, a la qual Ben respon: "Ja ho faig". Tony intenta tornar a connectar-se amb Jackie, però decideix acabar la seva relació ("I Will Survive"). Shirley sent el codi Morse de Chad i Marianne i Scheider li informa que té instruccions sobre com desbloquejar la porta del seu manual de desastres. Shirley li diu que era campiona de dansa de claqué i que donaria un cop de mà a les instruccions. La Germana pregunta tranquil·lament a Shirley si és prudent exercir-se perquè pot conduir a la mort, però Shirley li diu que també podria "sortir ajudant a la gent" i la germana li beneeix la decisió. Shirley escriu les instruccions ("A Fifth of Beethoven"), Chad i Marianne són salvats i canten el seu amor per l'altre ("Reunited"), i Shirley mor als braços de Maury.
Un eixam de rates ataca, de manera que tothom corre cap a la seguretat a l'oficina privada de Tony on Tony es disculpa per tot i, finalment, admet que hi ha una trampa a la part inferior del vaixell. Ben assenyala que el vaixell es troba cap per avall i, per tant, la porta es troba al sostre. Tots escapen a la part superior de la nau a mesura que sorgeix el sol ("Daybreak"). Apareix un helicòpter i els llença arnesos. Mentre els supervivents s'uneixen, Scheider revela els seus sentiments per Jackie ("Hooked On a Feeling") i tots comencen a volar a la seguretat. Com que el moll va ser destruït, l'helicòpter els porta a Nova Jersey. Quan Levora escolta on es dirigeix, exclama: "Nova Jersey? Aquest és el pitjor desastre encara!"
† "You're My Best Friend" no apareix a la versió amb llicència internacional de la producció.

## Personatges
Caràcters principals.
- Ted Scheider: un professor i un "expert en desastres" que intenta advertir als altres del desastre immediat.
- Tony Delvecchio: L'amo enganyós del casino.
- Chad Rubik: Un proveïdor del casino que abans estava compromès amb Marianne.
- Scott: Amic de Chad i també un proveïdor de serveis al casino.
- Marianne Wilson: Periodista i ex-promesa de Chad. Ella el va deixar per seguir la seva carrera
- Jackie Noelle: cantant i mare. Ella espera que Tony es declari.
- Ben i Lisa Noelle: els bessons de Jackie. Interpretats per un actor masculí.
- Levora Verona: una cantant amb l'esperança de fer-la gran al casino.
- Sister Mary Downey: Una monja amb una addicció al joc.
- Maury Winters: El consagrat marit de Shirley.
- Shirley Winters: l'esposa de Maury.

## Repartiment
| Personatge                                       | Triad Theater 2012            | St. Luke's Theatre previous cast 2013-2014 | St. Luke's Theatre cast Spring 2014 | Nederlander Theatre 2016     |
| ------------------------------------------------ | ----------------------------- | ------------------------------------------ | ----------------------------------- | ---------------------------- |
| Marianne Wilson                                  | Carrie Manolakos              | Haven Burton                               | Maggie McDowell                     | Kerry Butler                 |
| Levora Verona                                    | Lacretta Nicole               | Charity Dawson                             | Charity Dawson                      | Lacretta Nicole              |
| Tony Delvecchio                                  | Clif Thorn                    | John Treacy Egan Jack Plotnick             | Paul Castree David Hibbard          | Roger Bart†                  |
| Chad Rubick                                      | Zak Resnick                   | Matt Farcher                               | Matt Farcher                        | Adam Pascal                  |
| Maury Winters                                    | Tom Riis Farrell              | Tom Riis Farrell                           | Tom Riis Farrell                    | Kevin Chamberlin             |
| Jackie Noelle                                    | Lauren Kennedy                | Michele Ragusa Mary Birdsong               | Stacey Oristano Sarah Litzsinger    | Rachel York                  |
| Professor Ted Scheider                           | Seth Rudetsky                 | Seth Rudetsky                              | Seth Rudetsky                       | Seth Rudetsky                |
| Scott                                            | Paul Castree                  | Robb Sapp                                  | Max Crumm                           | Max Crumm                    |
| Sister Mary Downey                               | Anika Larsen                  | Jennifer Simard                            | Jennifer Simard                     | Jennifer Simard              |
| Ben/Lisa Noelle                                  | Clark Kelley Oliver           | Jonah Verdon                               | Jonah Verdon                        | Baylee Littrell              |
| Shirley Winters                                  | Kathy Fitzgerald Annie Golden | Mary Testa Annie Golden                    | Judy Gold                           | Faith Prince                 |
| Wealthy Husband/Taxi Driver/ Security Guard/Chef | Saum Eskandani                | Saum Eskandani                             | Saum Eskandani                      | N/D                          |
| Woman Who Screams                                | Sherz Aletaha                 | Sherz Aletaha                              | Sherz Aletaha                       | N/D                          |
| Wealthy Wife                                     | Spring Groove                 | Maggie McDowell                            | Kristy Cavanaugh                    | N/D                          |
| Workman#2/Taxi Driver/ Wealthy Husband           |                               |                                            |                                     | Manoel Felciano Paul Castree |

†Tony Delvecchio va ser interpretat per Will Swenson durant una setmana d'absència de Bart -- 1-7 de maig de 2016.

## Números musicals
Cançons interpretades a Disaster!
| Act 1 1. "Hot Stuff" (Donna Summer) – Chad, Scott, Scheider, Tony, Ensemble 2. "The Lord's Prayer" (Sister Janet Mead) – Sister Mary 3. "Theme from Mahogany (Do You Know Where You're Going To)" (Diana Ross) – Levora 4. "Saturday Night" (Bay City Rollers) – Jackie, Ensemble 5. "Do You Wanna Make Love" (Peter McCann) – Tony, Marianne 6. "Without You" (Harry Nilsson) – Chad 7. "I Am Woman"/"That's the Way I've Always Heard It Should Be" (Helen Reddy/Carly Simon) – Marianne, Lisa 8. "Mockingbird" (Inez & Charlie Foxx) – Jackie, Scheider 9. "Still the One" (Orleans) – Shirley, Maury 10. "Feelings" (Morris Albert) – Scheider, Marianne, Chad 11. "Never Can Say Goodbye" (The Jackson 5) – Sister Mary 12. "Feels So Good" (Chuck Mangione) 13. "Knock on Wood" (Eddie Floyd) – Levora, Ensemble 14. "Hawaii Five-O" (The Ventures) – Levora, Ensemble |  | Act 2 1. "All Right Now" (Free) 2. "You're My Best Friend" (Queen) – Chad, Scott 3. "Three Times a Lady" (The Commodores) – Chad, Wealthy Husband 4. "Ben" (Michael Jackson) – Ben, Lisa, Maury, Shirley, Sister Mary 5. "Baby Hold On" (Eddie Money) – Marianne 6. "25 or 6 to 4" (Chicago) – Cast 7. "Sky High" (Jigsaw) – Cast 8. "When Will I Be Loved" (Linda Ronstadt) – Ben, Lisa, Jackie 9. "Nadia's Theme" (Barry DeVorzon) 10. "Don't Cry Out Loud" (Elkie Brooks and Melissa Manchester) – Tony 11. "Come to Me" (France Joli) – Levora, Sister Mary 12. "I'd Really Love to See You Tonight" (England Dan and John Ford Coley) – Chad, Marianne 13. "Knock Three Times" (Tony Orlando and Dawn) 14. "I Will Survive" (Gloria Gaynor) – Jackie, Tony 15. "A Fifth of Beethoven" (Walter Murphy) – Shirley, Cast 16. "Reunited" (Peaches and Herb) – Chad, Marianne, Scheider 17. "Daybreak" (Barry Manilow) – Cast 18. "Hooked on a Feeling"/"Daybreak" (Blue Swede/Barry Manilow) – Cast |

Cançons addicionals
- "Signed, Sealed, Delivered I'm Yours" (Stevie Wonder)
- "Torn Between Two Lovers" (Mary MacGregor)
- "He Ain't Heavy, He's My Brother" (The Hollies)
- "Alone Again (Naturally)" (Gilbert O'Sullivan)
- "Muskrat Love" (Captain and Tennille)
- "I'm Still Standing" (Elton John)
- "Call Me (Come Back Home)" (Al Green)

## Recepció crítica
La interpretació de les pel·lícules de catàstrofes de la dècada de 1970 que es fa a Disaster! va obtenir elogis.
El musical ha rebut comentaris positius de diversos mitjans de comunicació respectats. El New York Daily News senyalà Disaster! com un dels seus deu millors musicals obligatoris per al 2013, afirmant que "aquesta parodia de pel·lícules temàtiques de catàstrofes barrejades amb èxits pop dels anys setanta sorgeix amb Velveeta, així com rialles, grans talents i habilitat amb artesania" El crític del Time Out New York i el president del Cercle de crítics de drama de Nova York, Adam Feldman, va qualificar l'espectacle de cinc estrelles, afirmant: "No recordo la darrera vegada que vaig riure en veu alta al teatre tan sovint com vaig fer a Disaster!... amb una ingenuïtat meticulosa, la mostra repusa tres dotzenes de melodies clàssiques de la Me Decade té un efecte sovint hilarant. " Charles Isherwood al The New York Times va dir que el show era 'conscientment babau', dient que el que realment 'guanya aquest punt d'exclamació.'